# Rouleau des maladies
Le Rouleau des maladies (病草紙, Yamai no sōshi), ou Ishitsu zōshi, est un emaki japonais datant du XIIe siècle. Il illustre diverses maladies ou difformités de l’époque de façon humoristique. De nos jours, le rouleau a été découpé en plusieurs scènes appartenant à diverses collections. 

## Contexte et thèmes
Apparue au Japon depuis environ le VIe siècle grâce aux échanges avec l’Empire chinois, la pratique de l’emaki se diffuse largement auprès de l’aristocratie à l’époque de Heian : il s’agit de longs rouleaux de papier narrant au lecteur une histoire au moyen de textes et de peintures. Vers la fin de l’époque de Heian, les troubles politiques et sociaux offrent un terrain propice au prosélytisme pour le bouddhisme.
Le Rouleau des maladies était initialement composé d’au moins vingt-et-une peintures représentant une maladie ou une difformité humaine ; chacune est accompagnée d’un texte décrivant les symptômes ou présentant le malade. On date communément ces rouleaux de la fin de l’époque de Heian (seconde moitié du XIIe siècle), ou plus rarement du début de l’époque de Kamakura (toute fin du XIIe), mais l’artiste reste inconnu. L’emaki appartient au genre de l’anecdote (sōshi ou zōshi). De nos jours, toutes les scènes ont été découpées et neuf sont exposées au musée national de Kyōto, les autres appartenant à des collections privées ou ayant disparu. Les neuf extraits exposés au musée de Kyōto ont été reconnus trésor national du Japon.
Deux théories ont été avancées quant au but du rouleau. De par sa proximité stylistique et thématique avec les Rouleaux des enfers et le Rouleau des êtres affamés, il pourrait s’inscrire dans le mouvement d’illustrations des six voies du bouddhisme (rokudō-e), censées fidéliser le peuple, en particulier par la représentation des tourments dans les enfers,. E. Grilli note d’ailleurs dans les rouleaux une « acceptation philosophique des misères de l’existence », souffrances attachées à la vie terrestre. Toutefois, il est plus probable que les rouleaux ne soient qu’un recueil d’anecdotes (setsuwa-shū) ou de peintures de genre en vogue à l’époque, mais sans prétention religieuse, notamment car les textes ne renvoient à aucun sûtra connu et s’attachent parfois plus à décrire la vie des personnages que les thèmes bouddhiques. De ce fait, le Rouleau des maladies pourrait aussi avoir été conçu à destination de médecins ou de la cour de l’empereur Go-Shirakawa,.

## Composition des peintures
Le Rouleau des maladies est réalisé à l’encre et peinture légère sur papier, dans un style yamato-e qui met l’accent sur les lignes et les contours. Chaque scène représente donc une maladie, mais de façon caricaturale : l’artiste raille la condition humaine en lui conférant un aspect pitoyable et exagérément laid de par l’asservissement à la chair. L’œuvre ne manque en tout cas pas d’un certain humour, tangible par exemple dans l’illustration des Soins d’une maladie oculaire où un charlatan préconise de soigner une maladie oculaire avec une aiguille, et rend son patient aveugle. La composition elle-même varie beaucoup d’une scène à l’autre ; certaines sont en effet dépouillées et centrées sur le malade, tandis que d’autres illustrent aussi le cadre de vie en détail (comme la maison du diseur de bonne aventure dans l’Androgyne).
La liste des peintures exposées au musée national de Kyōto est indiquée ci-dessous.

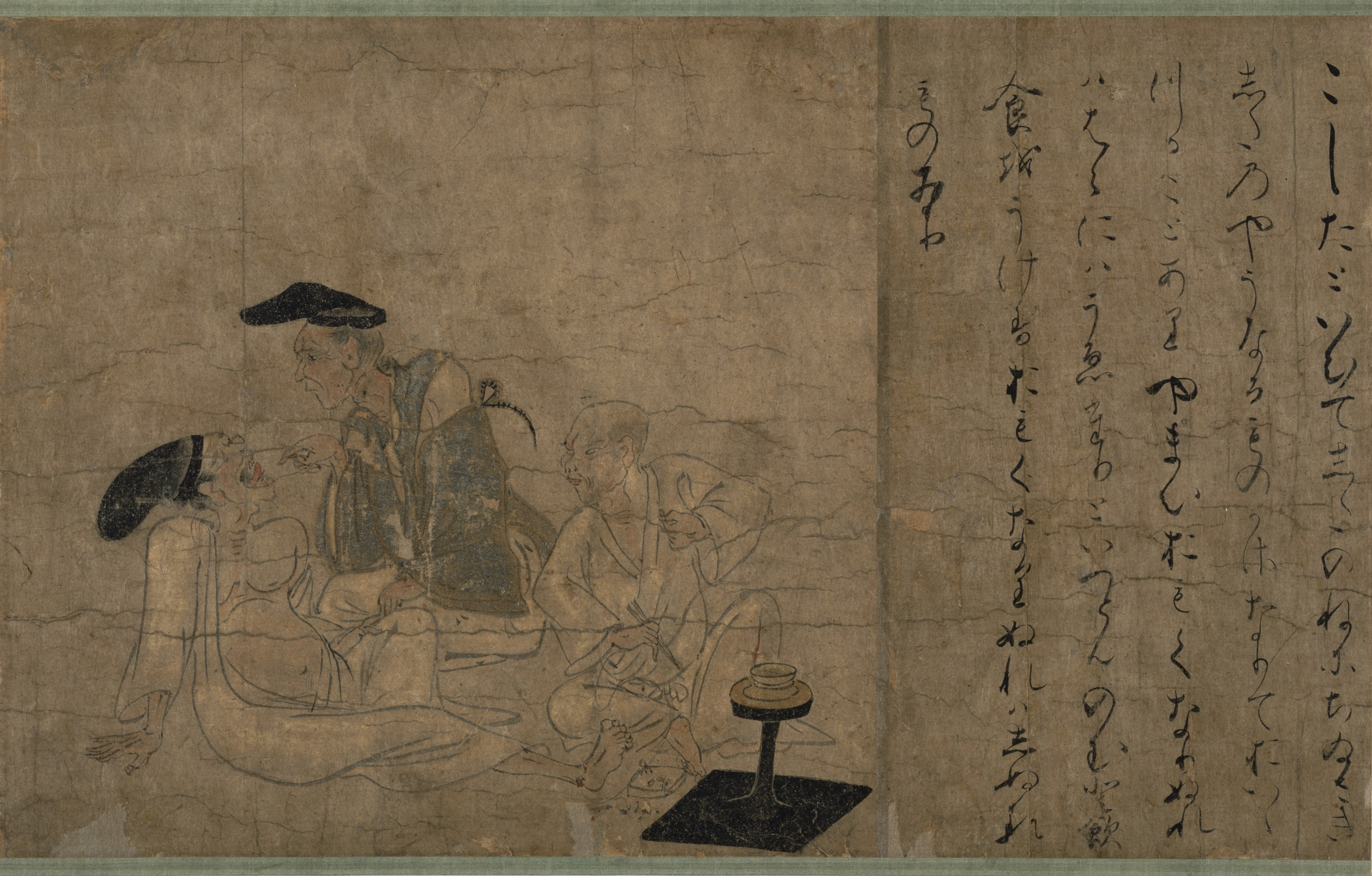
Homme souffrant de tremblements, 30,9 par 26 cm.
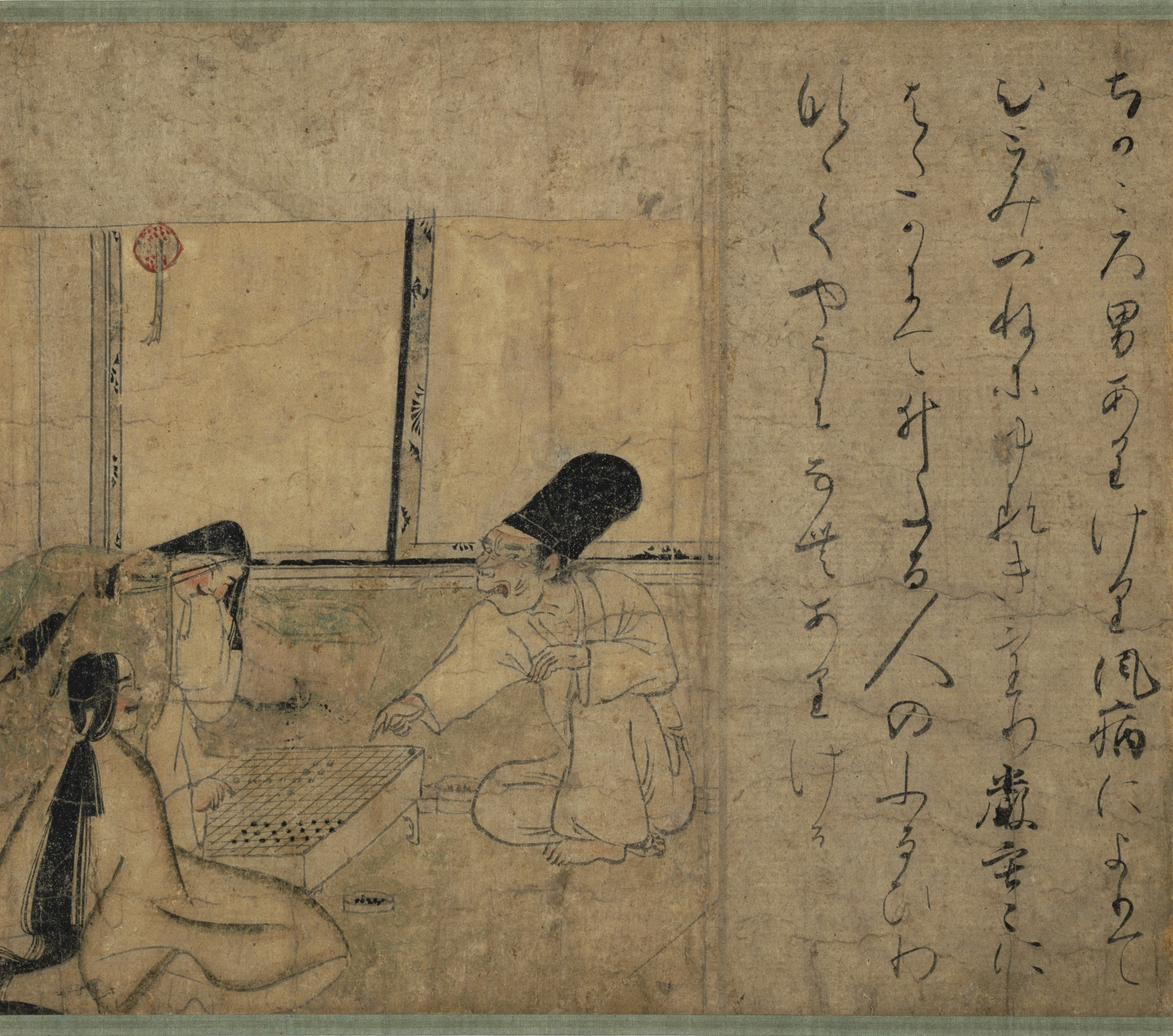
Homme à la courte langue, 42,4 par 25,9 cm.
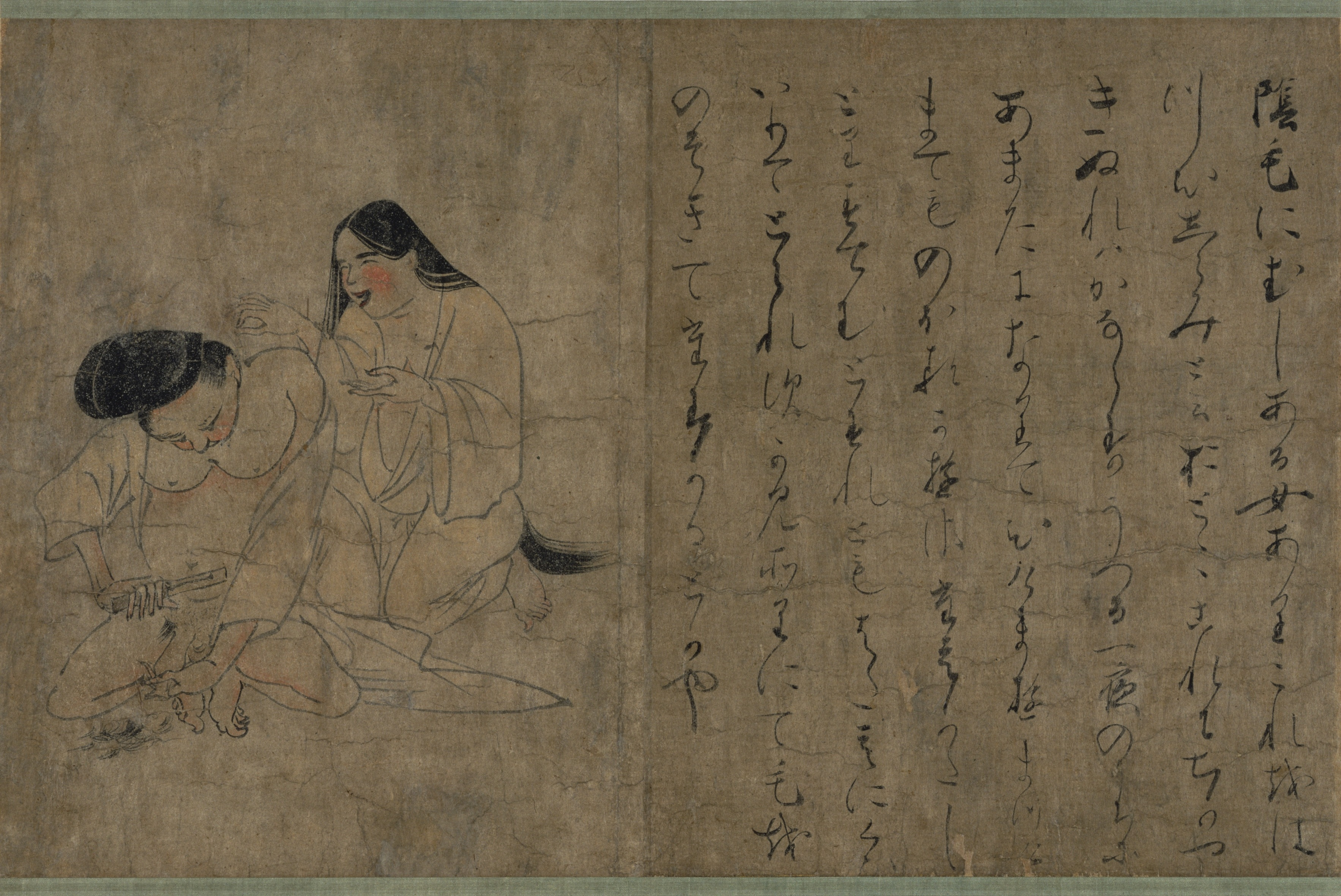
Homme ayant contracté des poux du pubis, 40,6 par 25,9 cm.
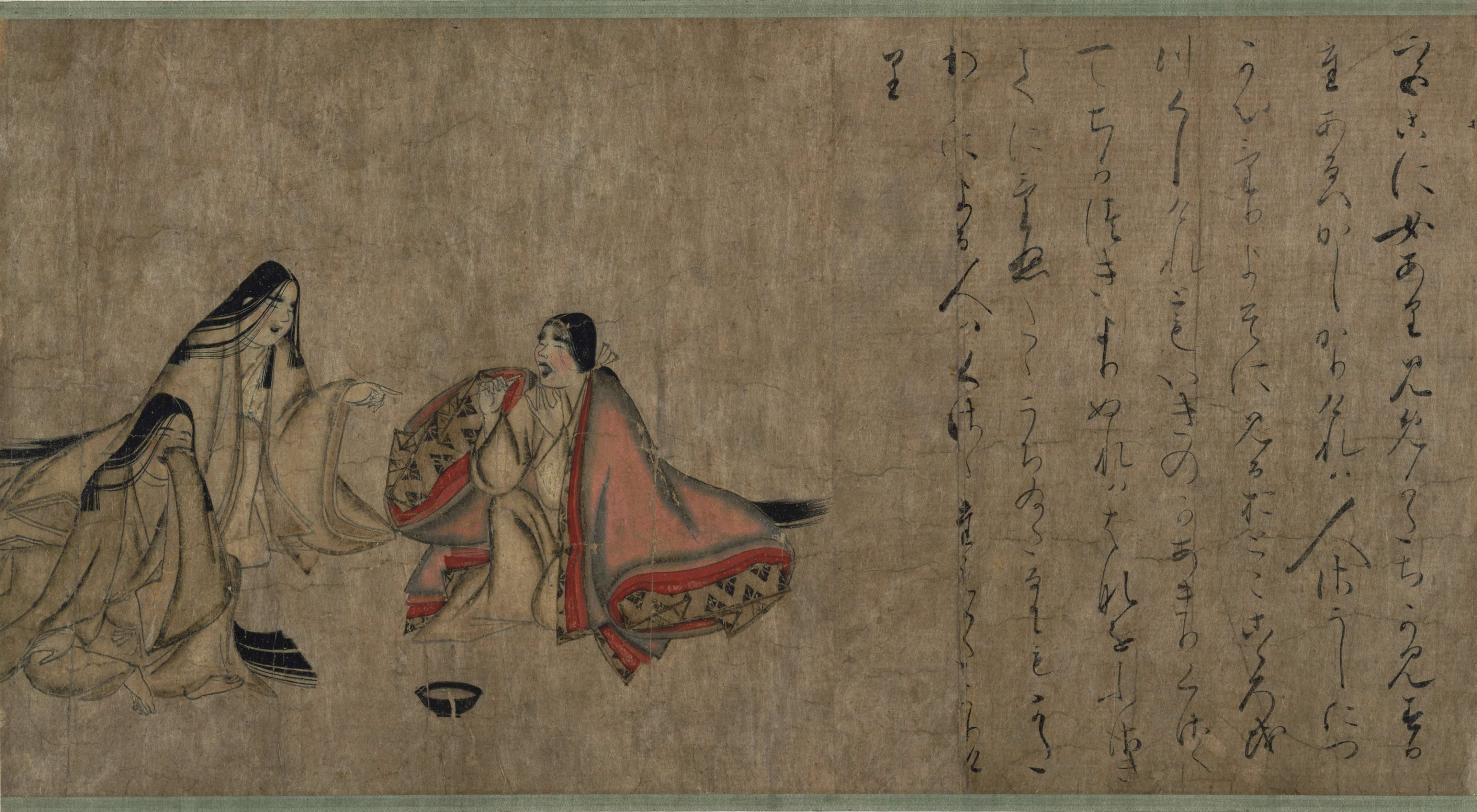
Femme à l’haleine fétide, 49,3 par 25,9 cm.
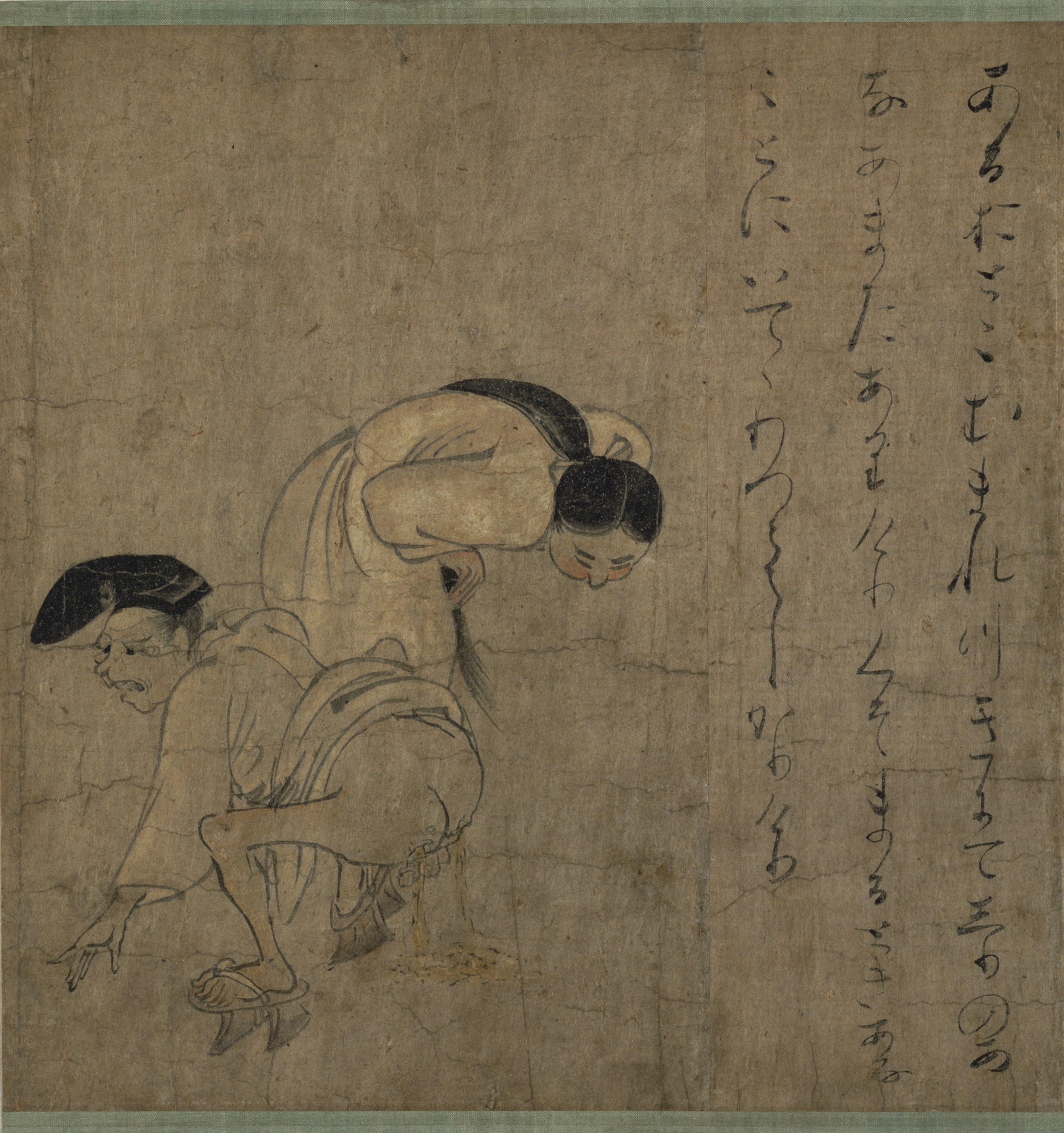
Homme souffrant de fistules anales, 25,3 par 25,9 cm.
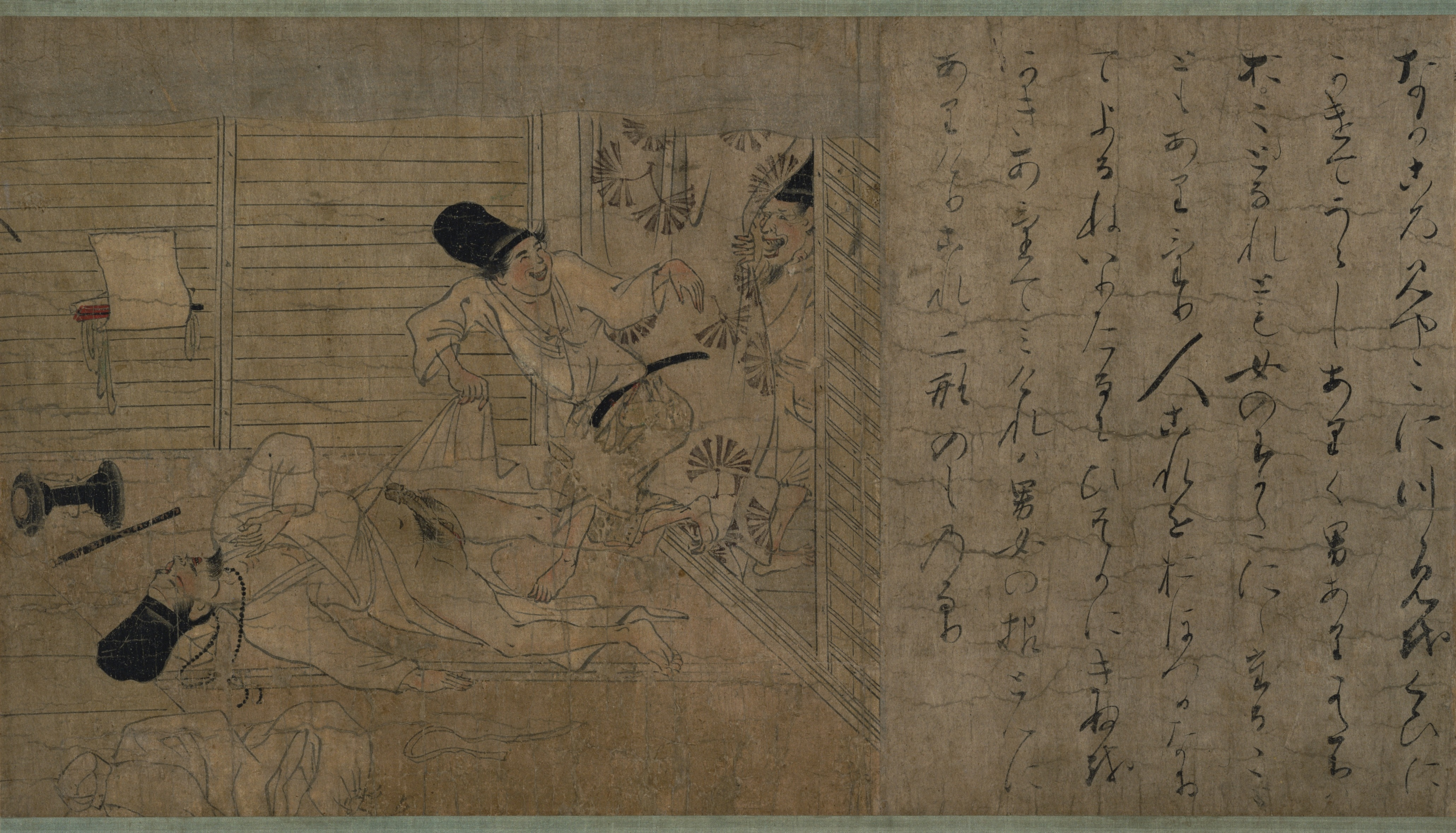
Androgyne, 47,4 par 25,9 cm.
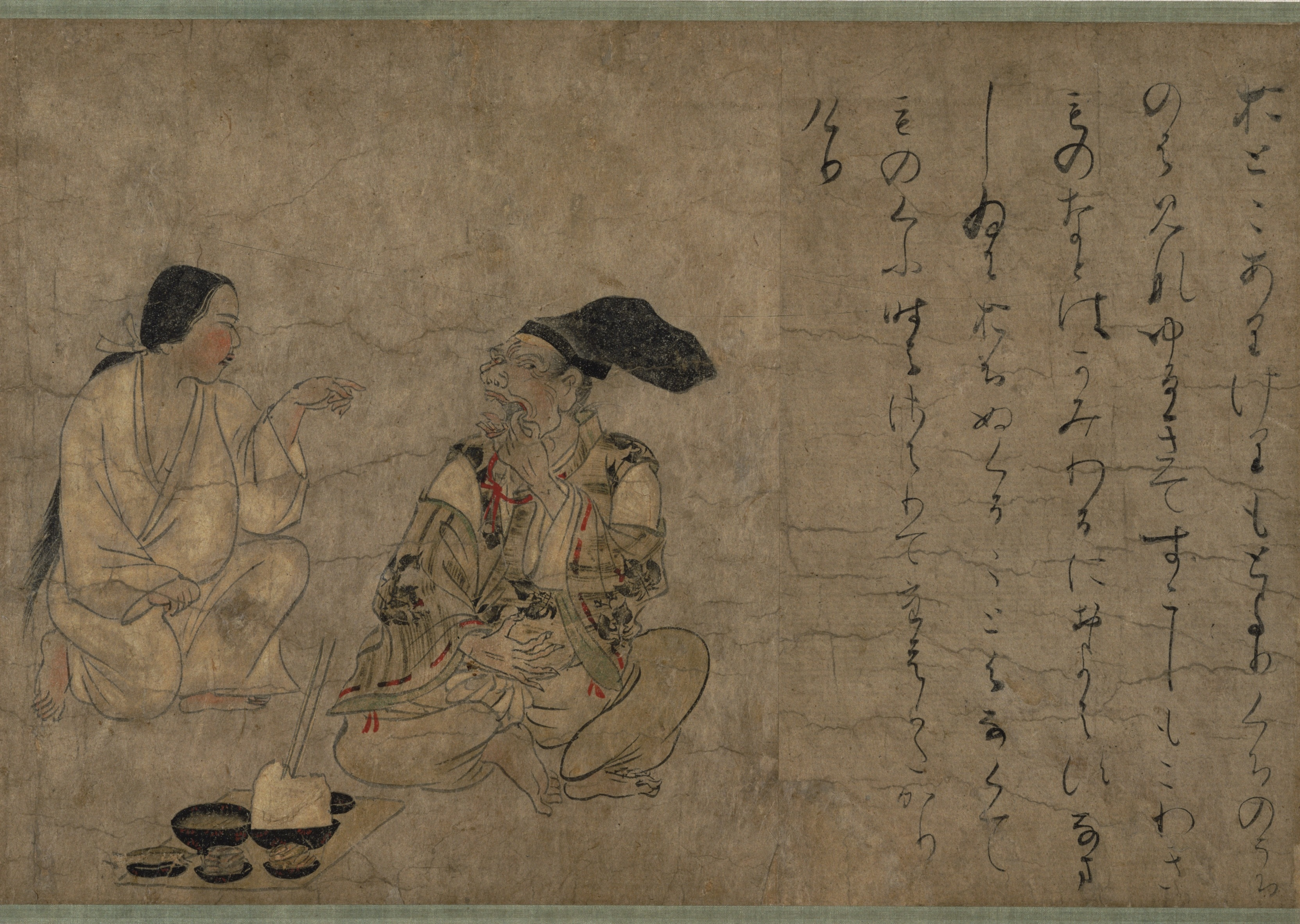
Homme souffrant de pyorrhée, 38,3 par 25,9 cm.
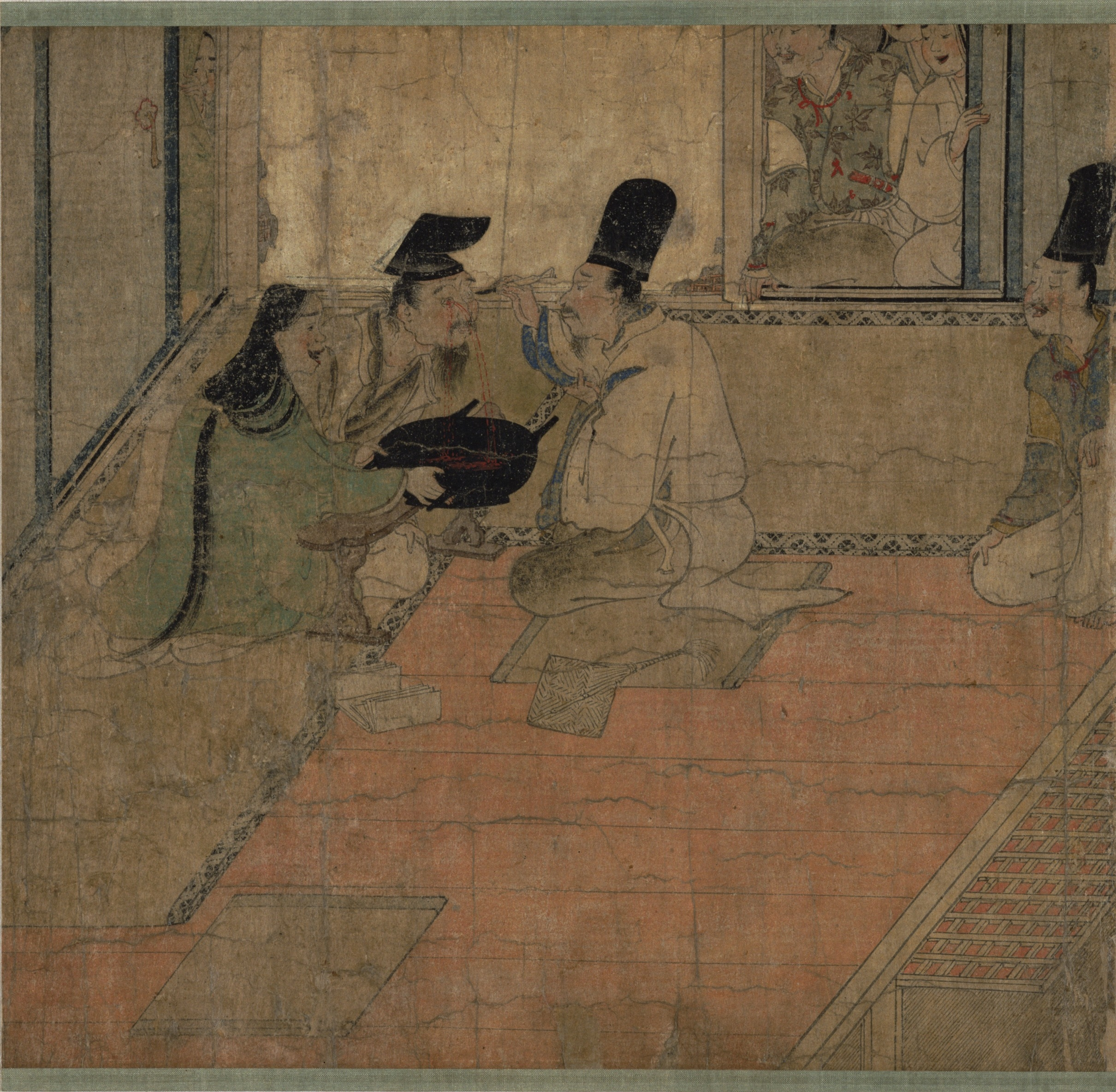
Soins d’une maladie oculaire.
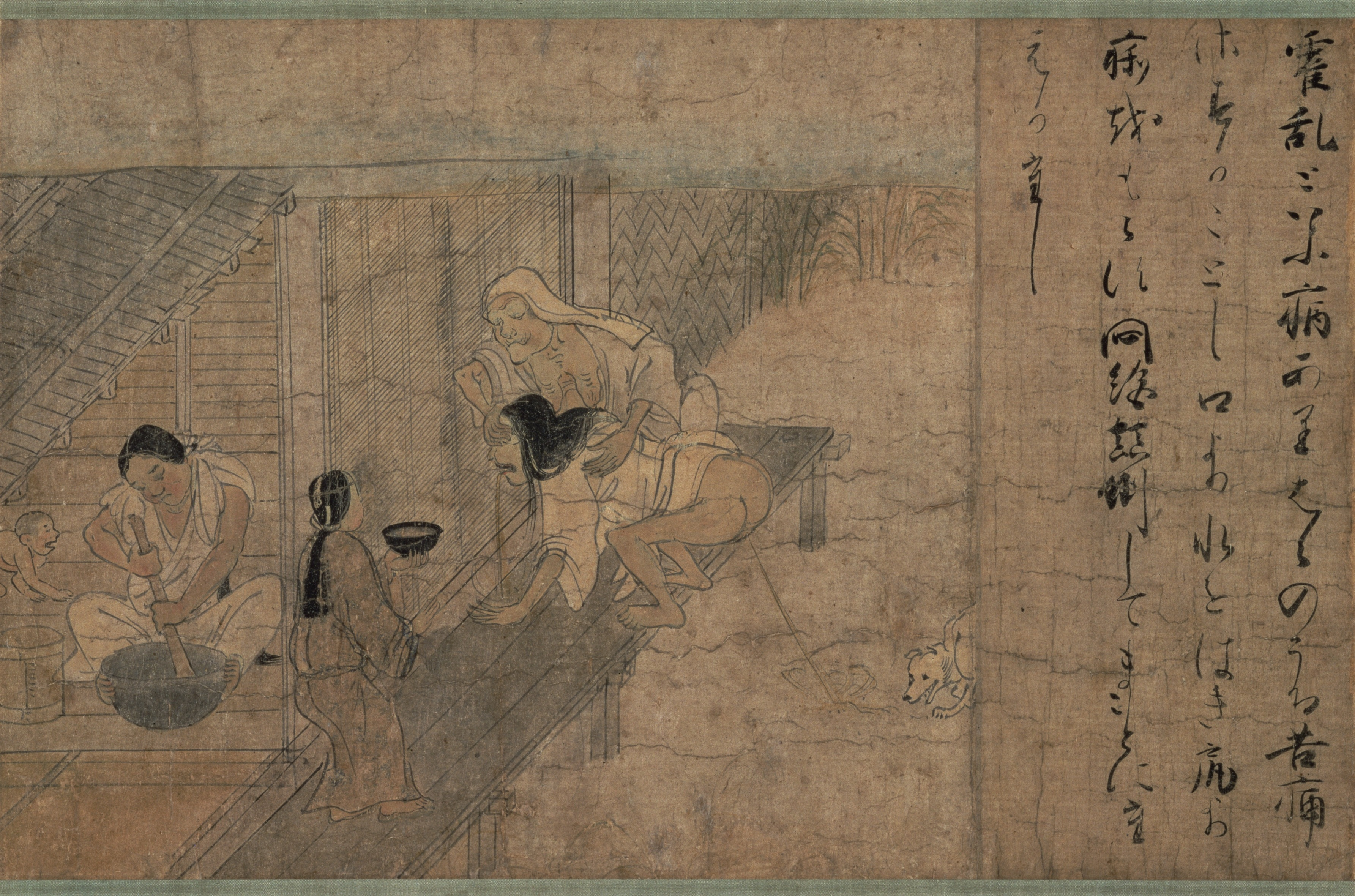
Femme souffrant d’entérite, 41,1 par 26 cm.

Les autres peintures du rouleau dépeignent également l’obésité, des nains, des personnes au nez noir, l’insomnie ou l’hallucination.

## Historiographie et postérité
En partie grâce à ses textes, le Rouleau des maladies renseigne sur quelques aspects de la vie quotidienne de l’époque, comme l’agencement d’une maison de soldat non gradé ou les tenues vestimentaires. Certaines études s’intéressent également à la nature des maladies d’alors, parfois mentionnées dans des ouvrages médicaux d’époque ; la femme souffrant d’entérite présente ainsi des symptômes d’empoisonnement ou de choléra. L’emaki a été partiellement recopiée par le poète Odate Takakado à l’époque d'Edo et a pu influencer d’autres œuvres similaires.